# Leandro de Almeida
Leandro Marcolini Pedroso de Almeida (Cornélio Procópio, 19 de março de 1982), também conhecido por Leandro de Almeida, é um ex-futebolista húngaro-brasileiro que atuava como lateral-esquerdo.

## Carreira em clubes
Revelado nas categorias de base do Corinthians, foi repassado ao Londrina, permanecendo durante 2 temporadas nos juniores do Tubarão.
Em 1999, chegou à Hungria, onde jogou em clubes como MTK. No país, defendeu ainda Büki, Szombathelyi Haladás, Ferencváros e Debreceni, se destacando nestes 2 últimos - foram 10 títulos em 20 conquistados. Em 2005, ainda vinculado ao Ferencváros, defendeu por empréstimo o Atlético Paranaense, onde atuou por quatro vezes, conquistando o título estadual no mesmo ano.
Seu último clube antes de voltar ao Ferencváros foi o Omonia, onde jogou de 2010 a 2015 (168 partidas oficiais e 25 gols) e conquistou o título nacional em 2009–10. Leandro encerrou a carreira em 2020, aos 39 anos.

## Carreira pela Seleção Húngara
Depois de residir na Hungria por 5 anos, ele se naturalizou húngaro em 2003 e representou a seleção sub-21 em 4 partidas. Sua estreia pela seleção principal foi em junho de 2004, em partida contra a China. Até 2015, Leandro participou de 16 jogos, não tendo feito nenhum gol.

## Títulos
MTK
- Copa da Hungria: 1999–00[carece de fontes?]

Ferencváros
- Campeonato Húngaro: 2015–16, 2018–19, 2019–20[3]
- Copa da Hungria: 2015–16, 2016–17[3]
- Supercopa da Hungria: 2015-16[3]

Debreceni
- Campeonato Húngaro: 2006–07, 2008–09[3]
- Copa da Hungria: 2007–08[3]
- Supercopa da Hungria: 2006-07[3]

Omonia
- Campeonato Cipriota: 2009–10[3]
- Copa do Chipre: 2010–11, 2011–12[3]
- Supercopa do Chipre: 2010-11, 2012-13[3]